# Bratovština
Bratovština ili bratstvo (latinski: confraternitates, fratiliae, scholae) stariji arhaični nazivi;  brašćine skule, fratije  su dobrovoljna katolička udruženja vjernika laika usko povezane uz lokalnu crkvu, koju bratovština pomaže u vjerskom i društveno korisnom radu. Svaka bratovština ima vlastiti statut - matrikulu (kapitul ili konstitucija), koju potvrđuje lokalni biskup, svog sveca zaštitnika, članove - bratimei nošnju.
Povodi za osnivanje bratovština su najčešće bile velike nepogode, kojih je u srednjem vijeku bilo napretek, od epidemija kuge, vjerskih i dinastičkih ratova, požara, gladi, potresa i poplava, kad je ljude obuzimao strah i kad su jedino zajedničkim naporom mogli ublažiti teškoće koje bi ih zadesile. Prve bratovštine prihvatale su se njegovanja zaraženih kugom i njihovim pokapanjem, održavanjem ubožnica i skloništa za nemoćne, stare i siročad, dakle karitativnim radom. Za tako velike zadatke, po mjerilima onog vremena trebalo je imati ime nekog moćnog sveca zaštitnika, pa su oni uzimali imena Duha Svetoga, Blažene Djevice Marije, sv. Antuna, sv. Lazara, sv. Roka...
Uz to još je nekoliko faktora utjecalo na procvat bratovština u 13. st.; mistični pokreti (Flagelanti) i pojava franjevaca i dominikanaca koji su osnivali nadbratovštine, koje su imale pravo osnivati svoje filijale.
Bratovštine su bile osobite popularne od 13. do 16. st, kad su i brojna stručna i staleška udruženja vojnika, muzičara, slikara, kipara i zanatlija svih vrsta osnivala svoje bratovštine. 
Po Mletačkoj Republici razvio se od 11. st. specifičan tip bratovštine zvane scuole one su zapravo bile cehovska udruženja, raznih zanatlija ili stranih trgovaca po Veneciji koje su imale vlastite objekte. U 13. st. postojale su dvije vrste bratovština, - obične (samo jedna) i nadbratovštine (archiconfratria), koje su mogle osnivati svoje filijale po drugim mjestima s istim statutom.

## Povijest
Laička vjerska udruženja postojala su od prvih dana kad je kršćanstvo legalizirano u Konstatinopolu i Aleksandriji.U Francuskoj su prve bratovštine osnovane u 8. i 9. st., još za Karolinga. No prvu bratovštinu u modernom i današnjem smislu te riječi - Blažene Djevice Marije, osnovao je u Parizu biskup Odo (umro 1208.)
Da se uvede reda u nihov dotad vrlo stihijni rad, koncila Arlesu je 1234. odredio da rad bratovština mora biti pod jurisdikcijom lokalnog biskupa, koji odobrava njihovo osnivanje, statut (matrikulu) i nadzire njihov rad.
Upravitelje bratovštine - gastalde, postavljali su ili odobravali lokalni biskupi, ili crkveni redovi koji su ih osnivali. Tek nakon takvog imenovanja gastald je mogao dijeliti oproste (indulgencije, ali nije mogao druge delegirati bez posebne dozvole. Rad bratovština regulirao je kanonskim pravom papa Klement VIII. (7. prosinca 1604.), neke modifikacije je kasnije napravila Kongregacija za oprost i sv. relikvije.
Zlatno doba bratovština bilo je između 15. i 18. st. kad su proširili svoju djelatnost na gotovo sve, uključujući; poljoprivredu, stočarstvo i trgovinu, a ne samo karitativni rad. U mnogo slučajeva rad bratovština postao je samo paravan za razne špekulante onog vremena, koji su koristili njihove privilegije (oslobođenje od poreza) da se obogate.
U drugoj polovici 18. st. jedna istarska bratovština ostvarila je samo preko svojih kreditnih poslova, veći prihod od svih istarskih općina zajedno.
Bratovštine je zbog toga počeo ukidati car Josip II. 1785., a nastavio Napoleon (odluka Kraljevine Italije od 26. svibnja 1807. i Uprave Ilirskih pokrajina od 15. travnja 1811.). Njihova oduzeta imovina postala je vlasništvo države, iz koje su se prema planu trebale financirati prosvjetno-školske aktivnosti. Danas bratovštine ponovno postoje, ali nemaju više toliku popularnost.

### Članstvo
Svaka bratovština imala je vlastite regule (matrikulu) kojim je određivala tko može biti njezin član - bratim. Pojedine su bile namijenjene samo muškarcima, neke ženama, neke mladima, a neke su primale sve (dominikanska Nadbratovština od Ruzarija) bez obzira na rasu, spol ili materijalni položaj.
Prijem novih bratima mogao je vršiti samo gastald. Pridržavanje pravilima martikule, nije bilo obavezujuće, već se ostavljalo svakom bratimu na njegovu savjest, ako se poneki bratim nije držao regula bratovštine, zbog tog ga ne bi isključili iz bratsva, ali tad nije mogao dobiti oprost. Čak i kad bi bratovština ostala bez svih svojih članova, nije se ugasila već se čekalo da se članstvo obnovi.
Žene su bile prisutne već u najstarijim bratovštinama, premda je teško odrediti njihov stvarni položaj.

### Bratovšine pojadranskimgradovima
Bratovština su se na istočnoj obali Jadranskog mora počele širiti od 12. st, iz zapadne obale Jadrana gdje su se pojavile u 11. st, preko Trsta (1072.), Kopra (1086.), Zadra (1176. bratovština zlatara), Splita (1186.), Dubrovnika (1215.) Kotora (1298.), Korčule (1301.)
Na vrhuncu njihova djelovanja svaki malo veći grad imao je desetke bratovština, Kopar s okolicom 101, Pula s okolicom 82, Rovinj 31, Poreč 24, Split oko 70, Zadar 65, Trogir oko 20, Dubrovnik 37, Šibenik desetak. Najviše su se raširile Bratovštine bičevalaca (verberanti, flagelanti, battuti). U Zadru su postojale dvije bratovštine bičevaoca sv. Silvestra i Svih Svetih, na Rabu sv. Kristofora, u Korčuli Svih Svetih. Matrikula rapske bratovštine propisivala je obaveze bratima on se nedjelju morao prošetati po mjestu, bičujući se.
Vatikan je za pontifikata Inocenta III. osnovao Nadbratovštinu sv. Duha u Rimu, koji je osnovao slavni hospicij i podružnice po čitavom svijetu, pa i po Jadranu (Trogir, Šibenik i Baška na Krku). Dominikanci su širili preko svojih samostana Nadbratovštinu od Ružarija, koja se brzo širila, tako da su u 18. st. imali bratovštine po svim dalmatinskim župama.
U Rimu je schiavonska zajednica osnovala Papinski hrvatski zavod svetog Jeronima (Venerabilis societas confallonorum sclavorum Burghi S. Petri) - 1453., koja je imala hospicij za smještaj hodočasnika iz hrvatskih zemalja i istočne obale Jadrana, a u Veneciji bratovštinu bokeljskih pomoraca i trgovaca Bratovština Sv. Đorđa i Tripuna (Confraternita di San Giorgio e San Trifone).
Kako se širila mletačka vlast po Jadranu od 15. st., bratovštine su morale uskladiti svoje matrikule s mletačkim zakonima. Od 16. st. bratovštine su morale voditi knjige na latinskom ili talijanskom da bi vlasti mogle lakše kontrolirati rad bratovštna.
U Hercegovini su također postojale brojne Bratovštine, danas ih djeluje samo nekoliko.

## Vanjske poveznice
|  | Zajednički poslužitelj ima još gradiva o temi Bratovština |

- Confraternity (Sodality), na portalu Katolička enciklopedija